# Ekspedycja 18
Ekspedycja 18 – osiemnasta ekspedycja na Międzynarodową Stację Kosmiczną. Rozpoczęła się w październiku 2008 i trwała do kwietnia 2009. W skład załogi wchodziły trzy osoby równocześnie.

## Załoga

### Pierwsza część (od października do listopada 2008)
- Michael Fincke (2) dowódca – NASA/USA
- Jurij Łonczakow (3) inżynier pokładowy, dowódca Sojuza – Roskosmos/Rosja
- Gregory Chamitoff (1) inżynier pokładowy – NASA/USA – przeszedł z Ekspedycji 17

### Druga część (od listopada 2008 do marca 2009)
- Michael Fincke (2) dowódca – NASA/USA
- Jurij Łonczakow (3) inżynier pokładowy, dowódca Sojuza – Roskosmos/Rosja
- Sandra Magnus (1) inżynier pokładowy – NASA/USA

### Trzecia część (od marca do kwietnia 2009)
- Michael Fincke (2) dowódca – NASA/USA
- Jurij Łonczakow (3) inżynier pokładowy, dowódca Sojuza – Roskosmos/Rosja
- Koichi Wakata (3) inżynier pokładowy – JAXA/Japonia – przeszedł do Ekspedycji 19

(liczba w nawiasie oznacza liczbę lotów odbytych przez każdego z astronautów, łącznie z Ekspedycją 18)

## Dokowanie Sojuza TMA-13 do ISS
- Połączenie z ISS: 14 października 2008, 08:26 UTC[2]
- Odłączenie od ISS: 8 kwietnia 2009, 02:55:30 UTC[2]
- Łączny czas dokowania: 175 dni, 18 h, 29 min

## Incydent z kosmicznym odpadkiem
12 marca 2009, element kosmicznego śmiecia z rakiety Delta II wykorzystanej do wystrzelenia satelity GPS w 1993, przeszedł niebezpiecznie blisko ISS. Zbliżenie się do siebie obiektów zauważono na tyle późno, że nie był już możliwy manewr uniknięcia kolizji. Załoga zamknęła włazy pomiędzy modułami i przeniosła się na pokład zadokowanego statku. Na szczęście fragment ominął stację o 16:38 UTC i załoga wznowiła działania 5 minut później.